# 一條綺美香
一條綺美香（1964年4月11日—），千葉縣出身AV女優。

## 人生經歷
14歲時初次自慰，17歲時初次有性經驗，48歲出道成為AV女優，在成為女優前的性經驗對象只有7個人。
2012年9月20日，推出第一支成人DVD。
2012年12月13日獲選SOD公司内優秀女優。
2013年移籍KM Produce。

## 獲獎
2014年3月成人廣播獎熟女女優賞得獎。

## 写真集
- KIRARI48（2013年2月13日、双葉社、撮影:横山こうじ）ISBN 978-4575305012